# パラスタックアンテナ
パラスタックアンテナとはUHF八木・宇田アンテナのうち、導波器がX状になっているアンテナである。放送区域外（地上デジタル放送は放送エリアのめやすのエリア外）でUHF波を受信（遠距離受信）する際に使用する。必要に応じて受信ブースターと併用する。なお、地上デジタル放送では、アナログ放送よりも送信所の出力が小さく、また山や建物の影ではアナログ放送よりも映りにくい（回折が弱い）傾向があるので、放送エリア内での使用も増えている。

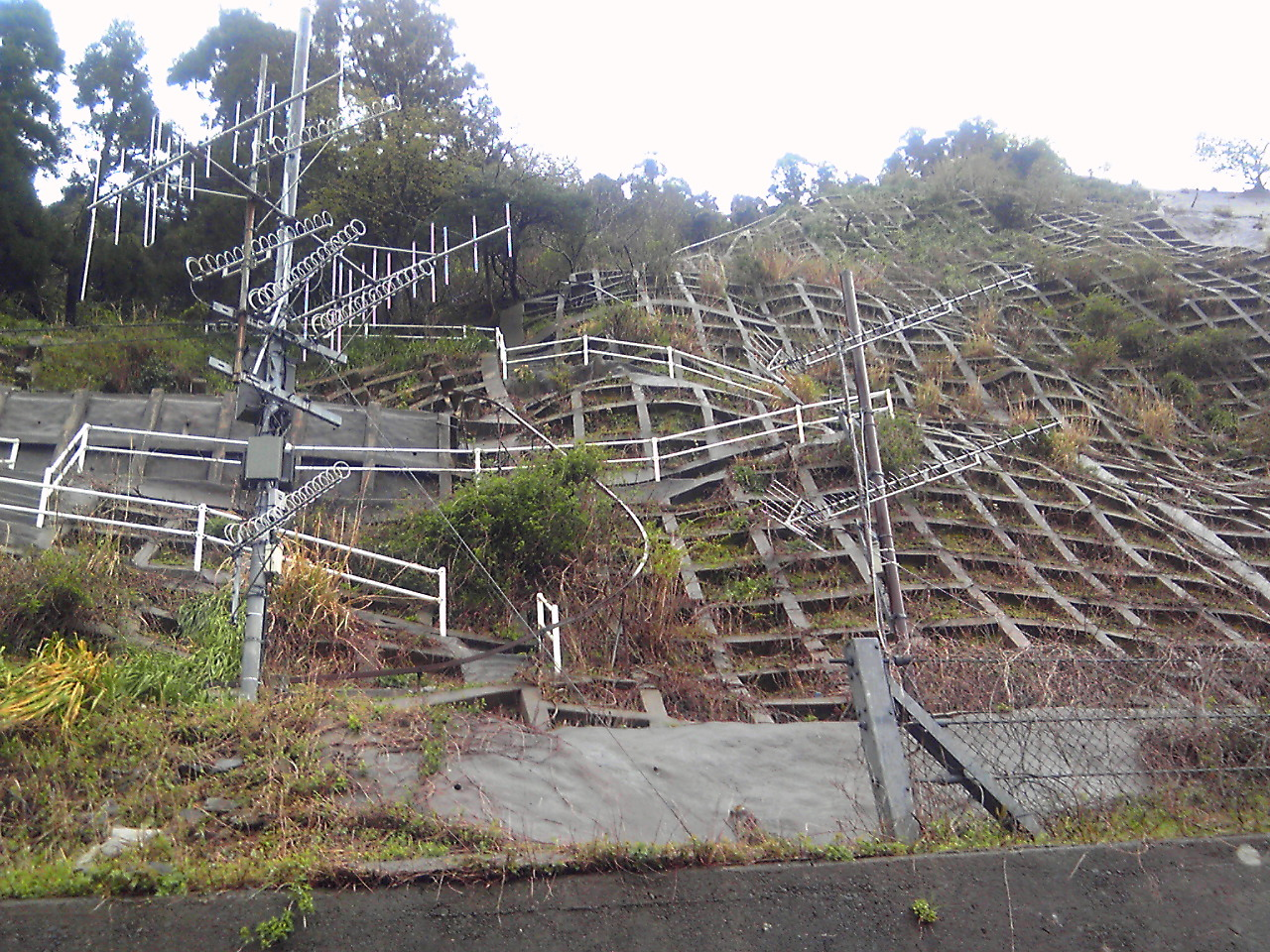
福井県南部のケーブルテレビの受信局。矢印状の物体にトゲが大量に刺さったように見えるのがパラスタックアンテナである

## 長所と短所

### 長所
- 特に高性能なものでは一般的なUHF八木・宇田アンテナを水平方向（パラレル）2基×垂直方向（スタック）2基=計4基を組んだものと同等の性能になり、導波器が多いほど指向性が鋭く動作利得が高くなる。したがって、電界強度の弱い放送区域外や地形や建築物などに阻まれて直接波が届かず回折波に頼る場合でも受信が容易となる。特に平成新局と呼ばれる1990年代以後に開局した放送局では、中継局が局の予算規模などから設置されていない地域も数多くあり、周辺中継局での補完受信に使用されるケースも多い。
- 電界強度は良好だが場所を取らない小型のアンテナが必要な場合、素子数の非常に少ないパラスタックアンテナを設置することにより対処でき、実際にキャンピングカーに設置されていることがある。

### 短所
- 電界強度が著しく弱い場合や他送信所（中継局）と混信する場合（遠距離受信したい送信所（中継局）の周波数と地元の送信所（中継局）の周波数が同一の場合または近い場合）はこのアンテナを使っても受信できない（複数のパラスタックアンテナで水平スタックを組んでも混信が収まらず受信不可能な事例も報告されている）。地上デジタル放送では近隣県の送信所・中継局の周波数を同一にして区域外受信を妨害するスピルオーバー潰しが多く[注釈 1]、事前調査抜きでは骨折り損の覚悟が必要。
- 逆に電界強度の強い放送区域内で使用すると電波が強すぎて混変調を起こし、かえってテレビの受信状態を悪くしてしまうことがある。
- 一般的なUHF八木・宇田アンテナより高額（7000〜1万5000円程度）。
- アンテナが大型でかなりの重量があり少しの積雪や弱い風・地震などでも倒壊したり方向が変わりやすいため、太いマストに且つ何本ものマストを支えるワイヤーなどで固定する必要がある（マスプロ電工の「LS14TMH」、DXアンテナの「UBL-62DA」、八木アンテナの「US-LD14CR」などはこの短所を克服している）。
- ホームセンターや家電量販店（電器店）でも取扱が少なく、販売されていないことも多い。
- 指向性が強すぎて、電波がそれほど弱くない場合でもテレビの遠距離受信やアマチュア無線等に不慣れな人が自力で設置するとアンテナの方角を調整するのが難航する事がある。

## 主な製品
- マスプロ電工（ラブストーリー（LS）シリーズ）
- DXアンテナ（UBシリーズ）
- 日本アンテナ（27UC-AWX4など）
- サン電子（SCシリーズ）

など
各社とも地上デジタル放送受信用のDHマークが付いた製品と、そうではない製品がある（当然、DHマークがなくてもUHF波が受信できるアンテナの場合は受信可能）。導波器の形状が独特で、X字型の絶縁体の4つの先端に導波器が刺さっていて、それが輻射器・反射器の手前に並んでいる。なお、4つの導波器は必ずしも平行ではなく、X字状の絶縁体の延長線上に絶縁体と同様に傾いた状態で上下左右対称に配置されている製品もある。このような形状のため、導波器を連結したX字状の部品は通常のUHFアンテナの導波器の2.5〜3倍の幅を持ち、しばしば輻射器や反射器よりも幅が大きくなる。